# Nagyhuta
Nagyhuta é um município da Hungria, situado no condado de Borsod-Abaúj-Zemplén. Tem 35,06 km² de área e sua população em 2015 foi estimada em 67 habitantes.